# 柴田實
柴田 實（しばた みのる、1906年1月11日 - 1997年3月16日）は、日本の歴史学者。京都大学名誉教授。

## 経歴
出生から修学期
1906年、京都市下京区で生まれた。京都府立第一中学校を経て、第三高等学校に進学。1925年に卒業し、京都帝国大学文学部史学科に入学。三浦周行、西田直二郎の指導を受け、1930年に卒業。
研究者として
1930年、京都帝国大学文学部副手に採用された。1932年に助手昇格。
戦後
1946年に助教授昇格。1950年、京都大学分校（後の教養部）教授に昇格。1963年から1965年まで京都大学教養部長をつとめた。1969年3月に京都大学を定年退官し、名誉教授となった。同1969年4月より関西大学文学部教授。1970年からは財団法人元興寺仏教民俗資料研究所人文科学室長をつとめた。1976年に佛教大学文学部教授となり、1987年に退職。1997年に死去。

## 受賞・栄典
- 1976年11月：勲二等瑞宝章を受章[1]。

## 研究内容・業績
専門は日本文化史、民衆史、精神史。大津宮の研究や中世庶民信仰の研究で知られる。また、石門心学の柴田鳩翁の曾孫に当たり、明倫舎主を継承、石門心学に関する著述を多く著した。戦前・戦後の京都市史編纂にも従事した。

## 著書
著書
- 『大津京阯』下(滋賀県史蹟調査報告) 1941
- 『安祥院と木食養阿上人』日限安祥院 1955
- 『庄園村落の構造』創元社 1955
- 『泉佐野市史』泉佐野市 1958
- 『石田梅岩』吉川弘文館(人物叢書) 1962
  - 新装版　1988[4]
  - オンデマンド版
- 『中世庶民信仰の研究』角川書店 1966
- 『心学』至文堂 1967
- 『随想　歴史家の宗教』平楽寺書店 1969
- 『梅岩とその門流』ミネルヴァ書房 1977

著作集
- 『柴田實著作集』(全3巻) 法藏館 1984

1. 1巻 民俗篇
2. 2巻 仏教篇
3. 3巻 神道篇

共編著
- 『日本文化史研究』編 星野書店 1944
- 『京の民家』清水一共著、符川寛撮影、淡交新社 1962
- 『鳩翁道話』柴田鳩翁著、校訂、平凡社東洋文庫 1970
- 『日本文化史論』(日本民俗文化大系 10) 西田直二郎共著、講談社 1978
- 『宮中・京中・山城国』(神道大系 神社編 4) 出雲路敬直共校注、神道大系編纂会 1992

記念論集
- 『日本文化史論叢 柴田実先生古稀記念』柴田実先生古稀記念会 1976